# Armando Cermignani
Armando Cermignani (Castellammare Adriatico, 22 febbraio 1888 – Roma, 19 ottobre 1957) è stato un pittore, incisore, ceramista e politico italiano.

## Biografia
Nato da una famiglia di artigiani, frequenta l'Accademia di Belle Arti di Bologna e, come allievo di De Carolis, si avvicina al mondo della xilografia. 
Inizia così una sua attività di illustratore di opere letterarie con le principali case editrici quali Laterza, Sten e Ricciardi.
È volontario nel primo conflitto mondiale, viene ferito due volte e prigioniero è internato nel Lager di Celle, in Germania, dove conosce Gadda.
Nel dopoguerra è a Pescara, dove si dedica all'insegnamento pur collaborando come illustratore a riviste quali Emporium e, soprattutto, la famosa Eroica di Cozzani.

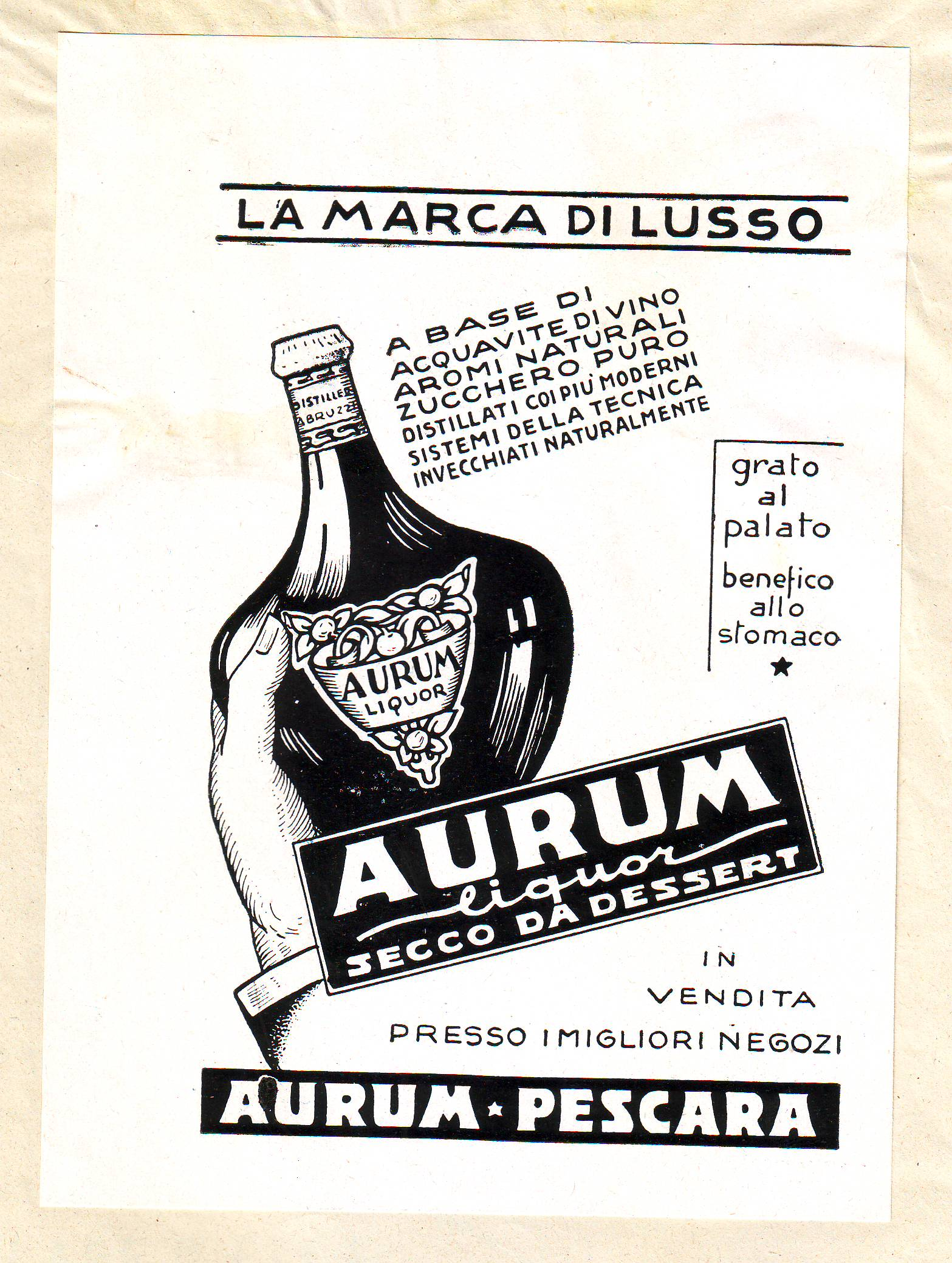
Pubblicità liquore Aurum di Pescara

Si dedica anche all'illustrazione pubblicitaria e realizza le etichette del liquore Aurum e riceve vari incarichi di decorazioni pittoriche
.
Nel corso degli anni '30 è assiduo frequentatore di Pietracamela e dipinge soggetti della zona del Gran Sasso. Disegnò copertine di libri come alcuni libretti delle Maggiolate di Ortona e la raccolta poetica "Tapù" di Modesto Della Porta, edizione Gino Carabba, Lanciano. 
Il suo studio, frequentato da vari artisti dell'ambiente pescarese,  diviene un luogo sospetto di eversione antifascista e viene chiuso dalla polizia. 
Dopo la Liberazione viene nominato Prefetto di Pescara e intraprende una carriera politica che lo porta ad essere eletto Senatore nella prima legislatura.